# Michael Pohst
Michael E. Pohst (5 de junho de 1945) é um matemático alemão. Trabalha com teoria algébrica dos números, álgebra computacional e teoria algorítmica dos números.

## Obras
- com Hans Zassenhaus: Algorithmic algebraic number theory, Cambridge University Press, 1989, 1997
- com Attila Pethö, Hugh C. Williams, Horst-Günter Zimmer (Editores): Computational Number Theory, de Gruyter, 1991
- Editor: Algorithmic methods in algebra and number theory, Academic Press, 1987 (corresponde edição especial do Journal of Symbolic Computation)
- Computational algebraic number theory, DMV Seminar Volume 21, Birkhäuser, 1993
- com Zassenhaus: Über die Berechnung von Klassenzahlen und Klassengruppen, Journal für Reine und Angewandte Mathematik 361, 1985, p. 50
- Three principal tasks of computational algebraic number theory in R. Mollin: Number theory and applications, NATO Advanced Study Institute, Bd.265, 1989, Kluwer, S.279–324
- Computing invariants of algebraic number fields in Horst-Günter Zimmer (Editores): Group Theory, Algebra and Number Theory, de Gruyter, 1996, S. 53–73

Também editou o livro de Attila Pethő, Algebraische Algorithmen, Vieweg, 1999.